# シバラク
『シバラク』は、福田晋一による日本の漫画作品。『月刊少年エース』（角川書店）にて、2009年12月号から2011年4月号まで連載された。2012年9月現在、単行本は2巻まで刊行されているが2巻収録分から最終回の話までの回は単行本未収録となっている。

## あらすじ
皇帝が統治し、脈々と築かれた平和な時代は過去のものとなり、この国の各地では反乱が相次いでいた。彼らの主張や理由は公にされていないが、帝国政府はその反乱した民衆を鎮圧を主幹任務とした独立した軍隊“反乱鎮圧軍”を設置する。帝暦2952年。時代は再び静かに動き始めていた。

## 登場人物

### 反乱鎮圧軍

#### 白獅子（シロジシ）
各地で起こる反乱の鎮圧を目的とする軍隊。反乱を直接的の討伐する戦闘部隊。集団で任務にあたっている。
功雄（イサオ）
主人公。15歳。幼い時に“先生”を竜紋の刀を持つ者に殺されており、「その刀を持つ者を捜し出し、他の誰かに殺される前に自分の手で仇を討つ」という信念から任務で勝手な行動を取ることが多く、その度に玄武に叱られている。そのため戦場で自由な行動を許される『狐』になることを一先ずの目標にしているが、なかなか上手くいかない。カナヅチ。
”先生”の教えの下、白獅子や皇帝・大本営を信じて疑わないが、時折外から入る情報に疑問を抱え始めてもいる。
女性が苦手、且つ仇討ちに心傾けている為興味が無く、浮いた話が一つもない。特に芹が苦手で、ミズキとは顔を合わせる度喧嘩が絶えない。だが「男は男に生まれた時から女を守るものだ」という思考が根底にある。
好物はカマボコ。
忠二（チュウジ）
功雄の友人で、同じ分隊に所属している坊主頭の少年。
基本的に常識人だが、サユリに猛烈な憧れをいだいており、サユリが絡むと妄想で暴走しがち。芹からの想いは気づいていない様子。
主税（チカラ）
格上の部隊である中隊から引っ張られてきた青年。功雄の分隊の分隊長を務めている。
見た目が優男風で、性格も穏やか。面倒見が良い為、功雄やサユリの面倒をよく見ている。
玄武（ゲンブ／本名は倉谷）
白獅子全体を統括する指揮官。狐と何らかのトラウマ的な関わりがあるようで、功雄が狐になりたいと言うと、折檻を加えてまで駄目だと言いきかせている。
鉄晴（テツハル）
白獅子中隊所属。功雄の師匠。
莞治（カンジ）
白獅子中隊所属。巨乳が大好物。忠二の師匠。
統（オサム）
白獅子副指揮官。
優作（ユウサク）
白獅子中隊所属。主税とは軍学校からの同期。
サユリ（沙閖）
玄武の元で暮らす美少女。言動や行動が幼く、甘えたがり。時折言動におかしな点が見受けられる。
玄武を慕い、嫌われることを恐れており、彼のいいつけだけは（傍を離れる事以外）素直に聞く。好物は栗金団。
狐（キツネ）
白獅子所属であるが、単独行動を許されており、小柄ながら戦闘能力も非常に高い。キツネの面を被っており正体不明。
軍の上層部からは、英雄「軍神」と呼ばれており、狐は軍神の何代目かに当たる。
だが非情な殺傷手段を用い容赦なく敵を殺していく為、一部からは「化け物」とも呼ばれている。

#### 蛇龍 （コウリュウ）
作戦の準備や後始末を担う補助部隊。白獅子や鳳になれなかった落ちこぼれがこの部隊に配属されているが、他の部隊から目立って見下されているわけではない。
ミズキ
戦闘の後に敵の武器を回収する任務を務めている。
男所帯の中唯一の女性である事に劣等感があり、集団行動の際足手まといになる事を厭って、単独で行動している。
栄助（エイスケ）
ミズキと同じ班の班員で仲が良い。単独行動をするミズキを心配している。

#### 鳳（オオトリ）
作戦に必要な情報を集める諜報機関。白獅子に情報を提供する。

#### その他
先生（冬彦）
功雄の幼少期の恩師。竜紋の刀を持つ者に殺害される。
みどり
店の女。鉄晴が非番の際よく傍にいる。
芹（セリ）
店の女。忠二を忠サマと呼び慕っており、彼を傷つけようとする者に容赦ない。功雄を投げ飛ばすほどの怪力。
伊達 景虎（ダテ カゲトラ）
憲兵。サユリを気に入っており「必ず君を迎えに行く」と約束しているが、サユリには恐れられている。

### 反乱軍

#### 飛鷹會（ヒヨウカイ）
口名瀬 薫（クチナセ カオル）
飛鷹會のトップらしき男。一度反乱に失敗している。
寧々（ネネ）
飛鷹會のメンバーの一人。桃源郷という薬を作っている。主税を気に入り、固執するようになる。
新（アラタ）
飛鷹會のメンバーの一人。鉄砲の製造・調整に関わっている。

## 単行本
- 1巻 2010年5月26日発売 ISBN 978-4-04-715452-0
- 2巻 2010年9月25日発売 ISBN 978-4-04-715531-2